# Truthällorna
Truthällorna är en ö i Finland. Den ligger i Bottenviken och i kommunen Jakobstad i den ekonomiska regionen  Jakobstadsregionen i landskapet Österbotten, i den västra delen av landet. Ön ligger omkring 80 kilometer nordöst om Vasa och omkring 410 kilometer norr om Helsingfors.
Öns area är 1,7 hektar och dess största längd är 220 meter i nord-sydlig riktning. I omgivningarna runt Truthällorna växer i huvudsak blandskog.